# C'N'Cコスチュームナショナル
C'N'Cコスチュームナショナル (C'N'C CoSTUME NATIONAL) は、イタリアのファッションブランドであるCoSTUME NATIONAL（コスチュームナショナル）のセカンドラインである。ファーストラインであるコスチュームナショナルよりも若く、幅広い顧客層をターゲットとしている。

## デザイナー
エンニョ・カパサ（Ennio Capasa、1960年 − ）イタリア、レッチェ生まれ。

## 歴史（略歴）
2004年 コスチュームナショナルのセカンドラインとして発表される。
2006年 イタリアのオートバイ製造メーカーであるドゥカティ社の車種の一つ、「ドゥカティ・モンスター」の限定モデル「BLACK DOGO」を発表。
2007年 自動車メーカーのアルファロメオとコラボレーションし、限定生産の147 C'N'C CoSTUME NATIONALを発表。
2008年 ソーラーパネルを埋め込んだ、どんな種類の携帯の充電も可能な“ソーラー・バッグ”を発表。2009年に“ベスト・エコ・フレンドリー・プロダクト”と評価され、”Chi e chi Award”を受賞している。
2009年 「C'N'C' コスチュームナショナル」10年春夏コレクションをミラノ市内のドゥオモ広場（Piazza del Duomo）を会場に、約3万人を集め盛大なショーにて開催。